# Grania aquitana
Grania aquitana är en ringmaskart som beskrevs av Rota och Erseus 2003. Grania aquitana ingår i släktet Grania och familjen småringmaskar. Inga underarter finns listade i Catalogue of Life.